# Sapanca
Sapanca (antigament Sabandja) és una ciutat de la província de Sakarya, capital del districte del mateix nom, situat al sud-oest de la capital provincial. Està situada a la regió de la Màrmara de Turquia a la riba sud-est d'un llac d'aigua dolça (15 km × 5 km) que porta tanmateix el nom de Sapanca (Amià Marcel·lí l'esmenta com Lacus Sumonensis, i ja era conegut pel seu peix), i a l'oest del riu Sangari. Segons el cens del 2009 la ciutat tenia 31.614 habitants i el districte 36.856.

## Història
{{{1}}}
Encara que hi ha vestigis romans d'Orient no se'n sap gairebé res de la seva història preislàmica. El seu nom romà d'Orient podria ser Sophon i la muntanya més propera que domina el llac s'anomenava Siphones. Evliya Çelebi diu que fou fundada per un tal Sabandji Kodja (Sapanci Koca) però molts pensen que aquest és simplement un heroi epònim. No apareix a la història fins al segle xvi quan el visir Damat Rüstem Pasha hi hauria fundat una mesquita, un bany públic i un caravanserrall. Evliya Çelebi la va visitar un segle més tard i diu que hi havia un miler de cases el que donaria uns 5.000 habitants i era centre d'un kada de la liwa de Koca-ili (Kodja-Ili) dins l'eyalat del Kapudan Pasha; la seva importància derivava de ser etapa entre la capital i l'Anatòlia interior. Al segle xx fou estació ferroviària. El 1921 fou ocupada pels grecs (16 de març) que la van mantenir fins al 21 de juny, quedant damnada per la lluita. El 1960 tenia 5.788 habitants i el districte 13.114.